# Mount Kirkby
Mount Kirkby är ett berg i Antarktis. Det ligger i Östantarktis. Australien gör anspråk på området. Toppen på Mount Kirkby är 2 100 meter över havet.
Terrängen runt Mount Kirkby är huvudsakligen lite kuperad. Mount Kirkby är den högsta punkten i trakten. Trakten är obefolkad. Det finns inga samhällen i närheten. 